# Odprto prvenstvo Francije 1982
Odprto prvenstvo Francije 1982 je teniški turnir za Grand Slam, ki je med 24. majem in 6. junijem 1982 potekal v Parizu.

## Moški posamično
Mats Wilander :  Guillermo Vilas, 1–6, 7–6(8-6), 6–0, 6–4

## Ženske posamično
Martina Navratilova :  Andrea Jaeger, 7–6(8-6), 6–1 

## Moške dvojice
Sherwood Stewart /  Ferdi Taygan :  Hans Gildemeister /  Belus Prajoux, 7–5, 6–3, 1–1, 

## Ženske dvojice
Martina Navratilova /  Anne Smith :  Rosemary Casals /  Wendy Turnbull, 6–3, 6–4

## Mešane dvojice
Wendy Turnbull /  John Lloyd :  Claudia Monteiro /  Cassio Motta, 6–2, 7–6